# Shinoda Gisaburō
Shinoda Gisaburō (篠田儀三郎, 1852-8 octobre 1868) était un samouraï de la fin de l'époque Edo du Japon qui a servi le clan Matsudaira d'Aizu. Il était le chef d'un détachement de 20 adolescents du Byakkotai qui se sont retrouvés coupés de leur unité principale, et sont montés au sommet de la colline Iimori. De là, ils ont cru voir le château d'Aizuwakamatsu en flamme, et se sont suicidés par désespoir. Shinoda Gisaburō avait 16 ans.